# Desoria
Genre
Desoria est un genre de collemboles de la famille des Isotomidae.

## Liste des espèces
Selon Checklist of the Collembola of the World (version du 2 septembre 2019) :
- Desoria ahiehie Christiansen & Bellinger, 1992
- Desoria alaskensis Fjellberg, 1978
- Desoria albella (Packard, 1873)
- Desoria albicornis Fjellberg, 2010
- Desoria arctica White, 1852
- Desoria ater Fjellberg, 2010
- Desoria atkasukiensis Fjellberg, 1978
- Desoria banffensis Christiansen & Bellinger, 1998
- Desoria bendixenae Christiansen & Bellinger, 1992
- Desoria blekeni Leinaas, 1980
- Desoria blufusata Fjellberg, 1978
- Desoria breviseta Babenko, Potapov & Taskaeva, 2017
- Desoria caeruleatra (Guthrie, 1903)
- Desoria canadensis Brown, 1932
- Desoria cancellarei (Christiansen & Bellinger, 1980)
- Desoria capra Fjellberg, 2010
- Desoria cera Christiansen & Bellinger, 1998
- Desoria choi (Lee, 1977)
- Desoria christianseni Fjellberg, 1978
- Desoria creli Fjellberg, 1978
- Desoria cryophila Fjellberg, 2010
- Desoria divergens (Axelson, 1900)
- Desoria duodecimoculata Denis, 1927
- Desoria elegans (Carl, 1899)
- Desoria eureka Christiansen & Bellinger, 1998
- Desoria fennica (Reuter, 1895)
- Desoria fideli (Rapoport & Izarra, 1962)
- Desoria fjellbergi Najt, 1981
- Desoria flora (Christiansen & Bellinger, 1980)
- Desoria garibaldii Fjellberg, 2010
- Desoria gelida Folsom, 1937
- Desoria gorodkovi Martynova, 1969
- Desoria grisea (Lubbock, 1870
- Desoria hiemalis (Schött, 1893)
- Desoria hissarica Martynova & Chikatunov, 1968
- Desoria hoodensis Christiansen & Bellinger, 1998
- Desoria husaini Yosii & Ashraf, 1965
- Desoria imparidentata (Stach, 1964)
- Desoria infuscata Murphy, 1959
- Desoria intermedia (Schött, 1902)
- Desoria iuxta Dunger, 1982
- Desoria japonica (Yosii, 1939)
- Desoria jayasrae Bhattacharjee, 1984
- Desoria juberthiei Gers & Najt, 1983
- Desoria kaszabi Dunger, 1982
- Desoria komarkovae Fjellberg, 1978
- Desoria kuraica (Martynova, 1974)
- Desoria lucama Wray, 1952
- Desoria manitobae Fjellberg, 1978
- Desoria marissa (Folsom, 1937)
- Desoria maxillosa Fjellberg, 1978
- Desoria mazda Yosii, 1971
- Desoria mossopi (Womersley, 1934)
- Desoria multisetis (Carpenter & Phillips, 1922)
- Desoria nahuelensis (Rapoport & Rubio, 1968)
- Desoria negishina (Börner, 1909)
- Desoria neglecta (Schäffer, 1900)
- Desoria nigra Mac Gillivray, 1896
- Desoria nigrifrons Folsom, 1934
- Desoria nivalis (Carl, 1910)
- Desoria nivalis Papon, 1856
- Desoria nivea (Schäffer, 1896)
- Desoria nixoni Fjellberg, 1978
- Desoria nympha Snider & Calandrino, 1987
- Desoria occulta (Börner, 1909)
- Desoria olivacea (Tullberg, 1871)
- Desoria olympica Fjellberg, 2010
- Desoria pallipes (Kos, 1952)
- Desoria pamirensis Martynova, 1975
- Desoria pilifrons Fjellberg, 2010
- Desoria pjasini Martynova, 1974
- Desoria potapovi Fjellberg, 2007
- Desoria propinqua (Axelson, 1902)
- Desoria pseudomaritima (Stach, 1947)
- Desoria quadra Christiansen & Bellinger, 1980
- Desoria randiella Fjellberg, 1978
- Desoria rosea Fjellberg, 2010
- Desoria saltans Agassiz & Nicolet, 1841
- Desoria sandersoni Wray, 1952
- Desoria spatiosa (Uchida & Tamura, 1968)
- Desoria speciosa Mac Gillivray, 1896
- Desoria subaequalis Folsom, 1937
- Desoria subantarctica (Izarra, 1972)
- Desoria tadzhika Martynova & Chikatunov, 1968
- Desoria taigicola Fjellberg, 1978
- Desoria taimyrica (Martynova, 1974)
- Desoria tianshanica Hao & Huang, 1995
- Desoria tigrina (Tullberg, 1871)
- Desoria tolya Fjellberg, 2007
- Desoria torildae Fjellberg, 1978
- Desoria triangularis Fjellberg, 2010
- Desoria trispinata (Mac Gillivray, 1896)
- Desoria truncata Waltz & Hart, 1995
- Desoria tshernovi Martynova, 1974
- Desoria tuckeri Christiansen & Bellinger, 1980
- Desoria tunica Christiansen & Bellinger, 1980
- Desoria uniens (Christiansen & Bellinger, 1980)
- Desoria violacea (Tullberg, 1877)
- Desoria yukinomi (Yosii, 1939)
- Desoria zlotini Martynova, 1968

## Étymologie
Ce genre est nommé en l'honneur de Pierre Jean Édouard Desor.

## Publication originale
- Desor, 1841 : Excursions et séjour de M. Agassiz sur la mer de glace du Lauteraar et du Finsteraar, en société de plusieurs naturalistes. Bibliothèque Universelle de Genève, Nouvelle Série, vol. 32, p. 116-172 & 359-399.